# Christian Ehrhard Kapp
Christian Ehrhard Kapp (geboren 23. Januar 1739 in Leipzig; gestorben 30. September 1824 in Dresden) war Arzt und Schriftsteller in Leipzig und Dresden. In Leipzig war er zudem Professor für Medizin.

## Leben
Christian Ehrhard Kapps Vater war der Rhetoriker und Historiker Johann Erhard Kapp. Zunächst erlangte er 1762 das Baccalaureat bzw. 1763 das Lizentiat. Ein Jahr später erlangte er 1768 den medizinischen Doktorgrad mit einer Dissertation unter dem Titel: De exstirpatione tumorum in mamnis, Leipzig 1768. Kapp begann in seiner Geburtsstadt als Arzt zu praktizieren. Kapp wurde nachgesagt, dass er als Arzt wegen seiner Fähigkeiten bzw. unkomplizierten Umgangsformen stets sehr gefragt war. Er erwies sich in seiner Arbeit auch als sehr gewissenhaft. Er galt als der gesuchteste unter den Ärzten in der Messestadt. Bei den Krankheiten seiner Patienten bewies er oft den richtigen Instinkt. Das wusste später auch Goethe in Karlsbad an ihn zu rühmen.
Seine schriftstellerische Tätigkeit betraf medizinische Themen. Er gab zudem seit 1774 eine medizinische Fachzeitschrift heraus, deren Hauptautor er selbst war. Diese trug den Titel: Sammlung auserlesener Abhandlungen zum Gebrauche praktischer Aerzte. Außerdem betätigte er sich auch als Übersetzer medizinischer Literatur aus dem Englischen. Damit machte er die englische, aber auch die französische Heilkunst in Deutschland bekannt.
Im Jahr 1807 widmete Goethe den Ärzten von Karlsbad einige Zeilen. Die Behandlung lobte Goethe gewissermaßen in den höchsten Tönen. Allen voran betrifft es Christian Ehrhard Kapp, der so sich in die Liste von Goethes Ärzten einreihte. So schrieb Goethe einen entsprechenden Brief. Einen der Briefe mit der Erwähnung von Kapp richtete Goethe an seine Frau Christiane von Goethe vom 14. Juli 1807. Auch in seinen Tagebüchern erwähnt Goethe die Behandlung von Kapp.
Öffentliche Ehrungen blieben Kapp nicht versagt. So erhielt er dem Nekrolog von 1826 zufolge den königlich sächsischen Civilorden und den königlich schwedischen Wasa-Orden. Außerdem wurde er Mitglied des Collegii Medici in Stockholm bzw. der medizinisch-chirurgischen Akademie zu St. Petersburg. Außerdem gibt es in den Kustodie/Kunstsammlung der Universität Leipzig ein Porträt Kapps, welches 1779 Anton Graf malte. Auftraggeber war der Verleger Philipp Erasmus Reich, durch dessen Witwe Friederike Louise Reich es zum Universitätsjubiläum 1809 als Schenkung in den Bestand der Universität kam. Dieses befand sich vormals in der Universitätsbibliothek Leipzig.